# 분사 펌프

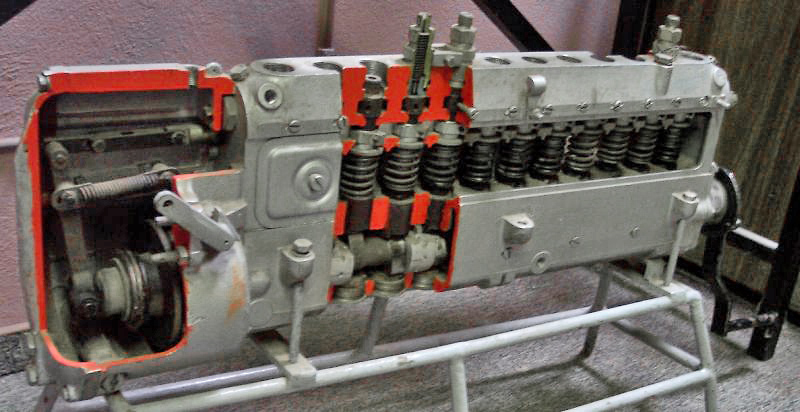
12실린더 디젤 엔진용 분사 펌프

분사 펌프(injection pump)는 디젤 엔진의 실린더로 연료를 분사하는 장치이다. 연료분사펌프라고도 부른다. 전통적으로 분사 펌프는 기어, 체인, 그리고 (캠샤프트도 구동하는) 타이밍 벨트에 의해 크랭크축으로부터 간접적으로 구동되었다.

## 안전
매우 높은 압력의 환경으로 분사할 필요가 있기 때문에 펌프는 신형 시스템의 경우 보통 15,000 psi 이상의 상당한 압력을 제공한다. 그러므로 디젤 시스템에서 작업할 때에는 상당한 주의가 필요하다. 이러한 유형의 압력으로 분사되는 연료는 옷을 쉽게 관통할 수 있으며 체조직으로 분사되는 경우 절단을 해야할 수 있다.